# ۲۰۲۳ بی‌یو
۲۰۲۳ بی‌یو یا سیارک ۲۰۲۳ بی‌یو (انگلیسی: 2023 BU) یک جرم نزدیک به زمین است که در حدود ۲۷ ژانویه ۲۰۲۳ احتمالاً ساعت ۰۰:۲۸ ± ۰۰:۰۲ یوتا از فاصله ۲۷ ± ۹۹۷۵ کیلومتری (۱۷ ± ۶۱۹۸ مایلی) از مرکز زمین عبور خواهد کرد. از آنجایی که شعاع زمین در حدود ۶۳۷۸ کیلومتر (۳۹۶۳ مایل) است، انتظار می‌رود که این سیارک تقریباً با فاصلهٔ ۲۷ ± ۳۵۹۷ کیلومتر (۱۷ ± ۲۲۳۵ مایل) از سطح زمین بر روی نوک جنوبی آمریکای جنوبی عبور کند. این در ارتفاع بالاتر از مدار پایینی زمین در ۲۰۰۰ کیلومتری (۱۲۰۰ مایلی) و از مدار زمین ثابت در ۳۶۰۰۰ کیلومتری (۲۲۰۰۰ مایلی) عبور خواهد کرد. این سیارک حدود ۴ تا ۸ متر قطر دارد و از آسمان شب زمین به زمین نزدیک می‌شود. این چهارمین نزدیکترین رویکرد بدون برخوردی شناخته‌شده به زمین پس از ۲۰۲۰ وی‌تی۴، «۲۰۲۰ کیوجی» و «۲۰۲۱ یوای۱» است.
این سیارک در ۲۷ ژانویه ۲۰۲۳، چهار ساعت پس از نزدیک‌ترین نزدیکی به زمین، به حضیض خود (نزدیک‌ترین نزدیک به خورشید) خواهد رسید.
سیارک ۲۰۲۳ بی‌یو برای نخستین بار توسط گنادی بوریسوف در ناوچنی، کریمه، در ۲۱ ژانویه ۲۰۲۳ ساعت ۲۳:۵۳ یوتی،
؛ حدود پنج روز پیش از نزدیکترین فاصله با زمین، تصویربرداری شد.